# 新沼慎二
新沼 慎二（にいぬま しんじ、1979年6月22日 - ）は、宮城県石巻市出身の元プロ野球選手（捕手）、野球指導者。
現役時代を通じて右投右打だったが、一時は練習でスイッチヒッターに挑戦していた。

## 経歴

### プロ入り前
仙台育英学園高等学校では2年・3年時に連続で全国高等学校野球選手権大会出場。
1997年のドラフト会議で横浜ベイスターズ、日本ハムファイターズ、ヤクルトスワローズの3球団に2位指名され、横浜に入団。くじ引きの時、横浜・権藤博監督が当たりくじを引き当て交渉権を獲得のはずだったが、ヤクルトからくじ引きの順番が違うと抗議が出る。事務局は協議し不手際を認め、3球団もそれを了承した結果、交渉権はそのまま横浜が獲得した。

### プロ入り後
入団後は当時正捕手だった谷繁元信、控えにも秋元宏作らがいたため二軍生活が続いたが、2003年10月7日の中日ドラゴンズ戦でプロ初出場。2006年8月3日、プロ入り9年目にして中日の川上憲伸から初安打・初本塁打を打つ。

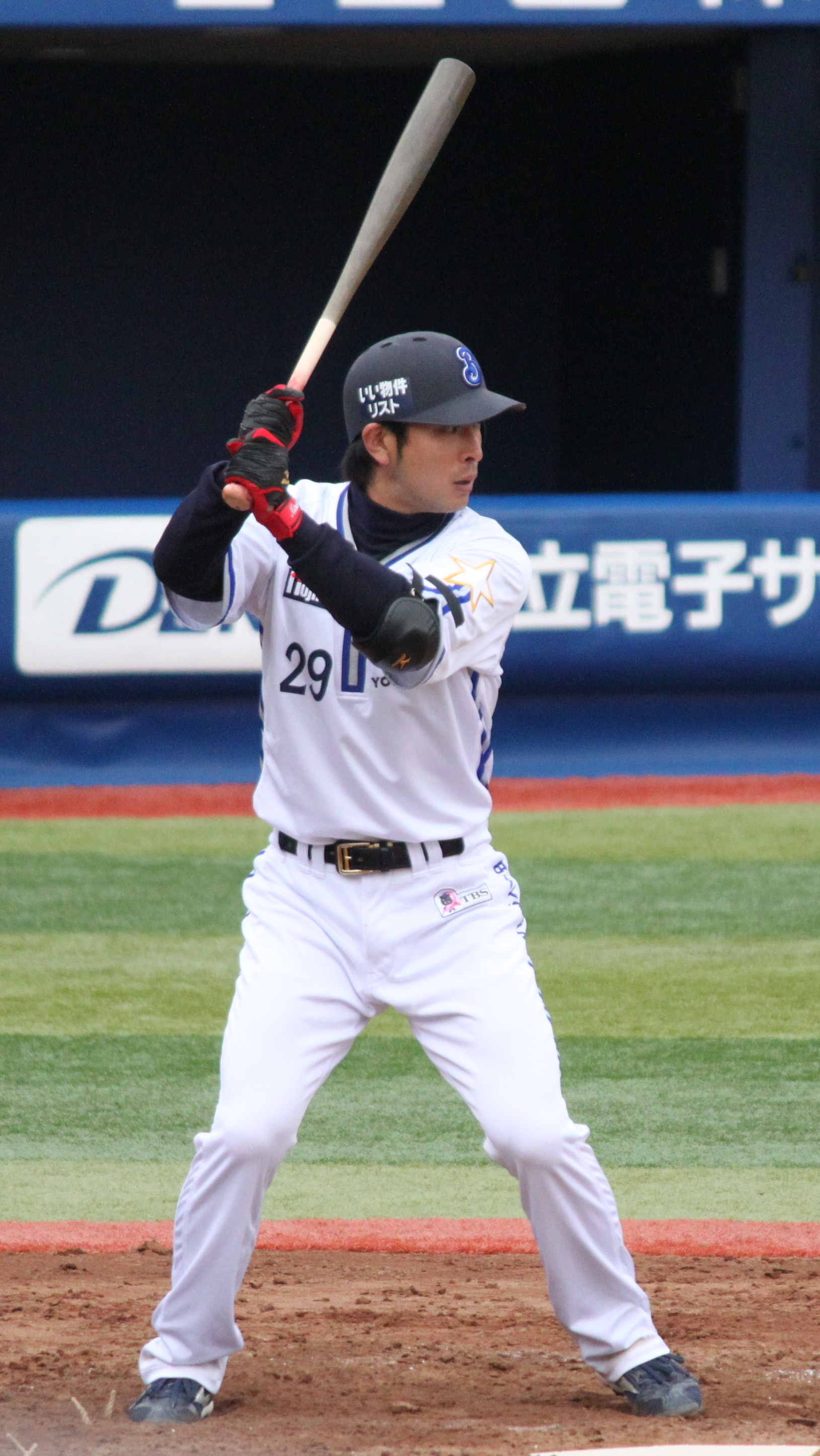
現役時代（2011年4月3日、横浜スタジアム）

2007年8月23日、広島東洋カープの宮崎充登から本塁打を打ち、プロ2本目の安打も本塁打で飾る。二軍では71試合に出場し打率.307を記録、打撃で成長を見せた。
2008年は第二捕手であった鶴岡一成の移籍もあり、14試合に出場したが、チーム方針で若手捕手の起用も多く一軍定着はならなかった。二軍では打率.394を記録するなど、打力をつけてきた。シーズン終了後に肘の遊離軟骨を取り除く手術を行なった。
2009年は正捕手の相川亮二がFAでヤクルトに移籍し、一軍のレギュラーの座が空くが、シーズン当初は二軍生活が続き、大矢明彦監督の休養に伴い田代富雄が監督代行となるとようやく一軍に昇格、細山田武史との併用でスタメン起用されることが多くなった。しかし7月18日の対中日戦でトニ・ブランコとのクロスプレーで首を負傷し登録抹消。9月から一軍に復帰するが、途中出場での起用が大半だった。この年は前年を上回る自己最多の34試合に出場した。
2010年はFAで加入した橋本将や事実上の正捕手となった武山真吾に出遅れ出場試合が減少。しかし夏場に一軍昇格を果たすと出番こそ少ないながらも結果を出し、8月27日の対中日戦では自身プロ初のサヨナラ安打とヒーローインタビューも経験。武山との併用のほか代打要員としても存在感を見せ、以降は降格されることなく一軍のままシーズンを終えた。
2011年は選手会長に就任。3月11日の東日本大震災では自身の地元である石巻市が被災。幸いにも家族は無事だった。開幕直後は武山がレギュラーだったこともあり、代打での出場が多かったが、シーズン中盤はスタメンに起用される機会が多くなり、7月17日の阪神タイガース戦では自身初となる3安打4打点の猛打賞を記録する活躍を見せた。その後若手が多く起用されることになったため8月15日に登録抹消されてからは一軍に昇格することはなかったが自己最多の45試合に出場して存在感を見せた。
2012年も引き続き選手会長を務め、横浜DeNAベイスターズの初代選手会長となったが、FAによる鶴岡一成の復帰、黒羽根利規や髙城俊人の台頭もあり、3試合のみの出場に留まり、9月21日に戦力外であることが報じられ、25日に現役引退を発表した。新沼は「たくさんの方々の支えのおかげで、大好きな野球をここまでできました。選手会長としての仕事は全くと言っていいほどこなせず、チームに迷惑をかけてしまいました。でも、いつも近くには素晴らしい先輩方、そして後輩がいてくれたおかげで、ここまで来れたかなと思います。チームがどうすれば強くなるか、村田の次のキャプテンを誰にするかなどを皆で悩んで話し合った時間が、自分にとって凄く大事なものとして心に残っています」とコメントした。10月8日の広島戦が引退試合となり、8番・捕手で先発出場。小杉陽太とバッテリーを組み1回表にこの日が同じく現役最後の試合となった元横浜の石井琢朗、安部友裕、丸佳浩の3人を抑えた。「1番・捕手」を打診されたが固辞し、打席に立つことがないまま2回に髙城俊人に交代し、15年間の現役にピリオドをうった。

### 現役引退後
2013年は二軍育成兼バッテリーコーチ、2014年から2015年までの2年間は一軍バッテリーコーチを務めた。
2016年から2017年までの2年間はDeNA球団のフロントに転じ、スコアラーを務めた。
2018年から二軍バッテリーコーチとして3年ぶりに現場復帰。2021年からは一軍バッテリーコーチに配置転換。
2022年からは再びスコアラーに戻った。

## 選手としての特徴・人物
いかなる場面でも前向きにチームを鼓舞する献身的なプレーが魅力の捕手。
野球に取り組む姿勢や、細かい気配りができる性格から人望が厚い。横浜時代の二軍監督であった田代富雄は「慎二の存在はチームには欠かせない」と語り、新沼に対して厚い信頼を寄せていた。
娘の新沼凛空は2022年のTGCオーディションでグランプリを受賞し、モデルデビューを果たした。

## 詳細情報

### 年度別打撃成績
| 年 度      | 球 団      | 試 合 | 打 席 | 打 数 | 得 点 | 安 打 | 二 塁 打 | 三 塁 打 | 本 塁 打 | 塁 打 | 打 点 | 盗 塁 | 盗 塁 死 | 犠 打 | 犠 飛 | 四 球 | 敬 遠 | 死 球 | 三 振 | 併 殺 打 | 打 率 | 出 塁 率 | 長 打 率 | O P S |
| ---------- | ---------- | ----- | ----- | ----- | ----- | ----- | -------- | -------- | -------- | ----- | ----- | ----- | -------- | ----- | ----- | ----- | ----- | ----- | ----- | -------- | ----- | -------- | -------- | ----- |
| 2003       | 横浜 DeNA  | 2     | 6     | 6     | 0     | 0     | 0        | 0        | 0        | 0     | 0     | 0     | 0        | 0     | 0     | 0     | 0     | 0     | 0     | 0        | .000  | .000     | .000     | .000  |
| 2004       | 横浜 DeNA  | 2     | 0     | 0     | 0     | 0     | 0        | 0        | 0        | 0     | 0     | 0     | 0        | 0     | 0     | 0     | 0     | 0     | 0     | 0        | ----  | ----     | ----     | ----  |
| 2005       | 横浜 DeNA  | 4     | 3     | 2     | 0     | 0     | 0        | 0        | 0        | 0     | 0     | 0     | 0        | 0     | 0     | 1     | 0     | 0     | 0     | 0        | .000  | .333     | .000     | .333  |
| 2006       | 横浜 DeNA  | 7     | 9     | 7     | 1     | 1     | 0        | 0        | 1        | 4     | 2     | 0     | 0        | 0     | 0     | 2     | 0     | 0     | 1     | 0        | .143  | .333     | .571     | .905  |
| 2007       | 横浜 DeNA  | 4     | 6     | 6     | 1     | 1     | 0        | 0        | 1        | 4     | 1     | 0     | 0        | 0     | 0     | 0     | 0     | 0     | 2     | 0        | .167  | .167     | .667     | .833  |
| 2008       | 横浜 DeNA  | 14    | 13    | 12    | 0     | 1     | 0        | 0        | 0        | 1     | 0     | 0     | 0        | 1     | 0     | 0     | 0     | 0     | 4     | 0        | .083  | .083     | .083     | .167  |
| 2009       | 横浜 DeNA  | 34    | 75    | 69    | 5     | 11    | 0        | 0        | 1        | 14    | 2     | 0     | 0        | 1     | 0     | 4     | 0     | 1     | 21    | 2        | .159  | .216     | .203     | .419  |
| 2010       | 横浜 DeNA  | 27    | 52    | 49    | 1     | 13    | 1        | 0        | 0        | 14    | 3     | 0     | 0        | 1     | 0     | 2     | 0     | 0     | 7     | 2        | .265  | .294     | .286     | .580  |
| 2011       | 横浜 DeNA  | 45    | 70    | 62    | 8     | 15    | 2        | 0        | 1        | 20    | 6     | 0     | 0        | 2     | 0     | 5     | 1     | 1     | 18    | 1        | .242  | .309     | .323     | .632  |
| 2012       | 横浜 DeNA  | 4     | 2     | 2     | 0     | 0     | 0        | 0        | 0        | 0     | 0     | 0     | 0        | 0     | 0     | 0     | 0     | 0     | 1     | 0        | .000  | .000     | .000     | .000  |
| 通算：10年 | 通算：10年 | 143   | 236   | 215   | 16    | 42    | 3        | 0        | 4        | 57    | 14    | 0     | 0        | 5     | 0     | 14    | 1     | 2     | 54    | 5        | .195  | .251     | .265     | .516  |

### 年度別守備成績
| 年 度 | 球 団     | 捕手  | 捕手  | 捕手  | 捕手  | 捕手  | 捕手  | 捕手     | 捕手     | 捕手     | 捕手     | 捕手     |
| 年 度 | 球 団     | 試 合 | 刺 殺 | 補 殺 | 失 策 | 併 殺 | 捕 逸 | 守 備 率 | 企 図 数 | 許 盗 塁 | 盗 塁 刺 | 阻 止 率 |
| ----- | --------- | ----- | ----- | ----- | ----- | ----- | ----- | -------- | -------- | -------- | -------- | -------- |
| 2003  | 横浜 DeNA | 2     |       |       |       |       |       |          | 2        | 1        | 1        | .500     |
| 2004  | 横浜 DeNA | 2     |       |       |       |       |       |          | 0        | 0        | 0        | ----     |
| 2005  | 横浜 DeNA | 1     | 1     | 0     | 0     | 0     | 0     | 1.000    | 0        | 0        | 0        | ----     |
| 2006  | 横浜 DeNA | 2     | 3     | 2     | 0     | 1     | 0     | 1.000    | 1        | 0        | 1        | 1.000    |
| 2007  | 横浜 DeNA | 4     | 6     | 0     | 0     | 0     | 0     | 1.000    | 1        | 1        | 0        | .000     |
| 2008  | 横浜 DeNA | 9     | 19    | 4     | 0     | 0     | 0     | 1.000    | 4        | 2        | 2        | .500     |
| 2009  | 横浜 DeNA | 34    | 163   | 11    | 2     | 0     | 1     | .989     | 27       | 23       | 4        | .148     |
| 2010  | 横浜 DeNA | 15    | 61    | 5     | 2     | 0     | 2     | .971     | 11       | 10       | 1        | .091     |
| 2011  | 横浜 DeNA | 45    | 149   | 7     | 3     | 2     | 2     | .981     | 25       | 22       | 3        | .120     |
| 2012  | 横浜 DeNA | 4     | 2     | 0     | 0     | 0     | 0     | 1.000    | 0        | 0        | 0        | ----     |
| 通算  | 通算      | 118   |       |       |       |       |       |          | 71       | 59       | 12       | .169     |

### 記録
初記録
- 初出場：2003年10月7日、対中日ドラゴンズ28回戦（横浜スタジアム）、5回裏に中村武志の代打で出場
- 初打席：同上、5回裏に平井正史から二塁ゴロ
- 初先発出場：2003年10月8日、対広島東洋カープ28回戦（横浜スタジアム）、8番・捕手で先発出場
- 初安打・初本塁打・初打点：2006年8月3日、対中日ドラゴンズ10回戦（横浜スタジアム）、5回裏に川上憲伸から左越2ラン

### 背番号
- 29（1998年 - 2012年）
- 79（2013年 - 2015年、2018年 - 2021年）

### フロント
- （2016年 - 2017年）